# Гематопаренхіматозний бар'єр
Гематопаренхіматозний бар'єр (або гістогематичний) — структурний утвір на шляху обміну речовин (газів). Містить ендотелій капілярів, перикапілярні простори, неклітинну речовину, цитоплазматичні мембрани клітин, цитоплазму та мембрани органел.
Прикладом гістогематичного бар'єру є гематоенцефалічний бар'єр між кровоносною та центральною нервовою системами.

## Функції
- Забезпечення сталості складу і фізико-хімічних властивостей тканинної рідини;
- Перешкоджання переходу чужорідних речовин з крові в тканини і з тканин в кров;
- Здійснення й регуляція обмінних процесів між кров'ю і тканинами.